# بدوطراوات
البدوطراوات (الاسم العلمي: Bodotriinae) هي أسرة من المفصليات تتبع الفصيلة البدوطرية من رتبة الربيانيات المقلنسة.

## أجناس البدوطراوات
- البدوطر
  - البدوطر